# Gorytes aino
Gorytes aino  (лат.) — род песочных ос рода Gorytes из подсемейства Bembicinae (триба Bembicini). Россия (Дальний Восток), Монголия, Китай, Япония.

## Описание
Мелкие осы (около 1 см), чёрные с желтоватыми отметинами. Клипеус чёрный, с 1 или 2 жёлтыми пятнами у основания. Верхняя часть лба блестящая. 
Срединное поле промежуточного сегмента морщинистое. Медиальная жилка заднего крыла начинается перед концом субмедиальной ячейки. Ацетабулярный киль короткий. Мезоплевры с омалюсами и стернаулюсами. У самок 1-й членик передней лапки с 2 щетинками на боковой поверхности. 
Гнездятся в земле. Личинок кормят мелкими цикадками (Auchenorrhyncha) 
.